# Farmakogenetika
Farmakogenetika je obor na pomezí farmakologie a genetiky, který studuje dědičně podmíněnou variabilitu odpovědi organismu na léky, které jsou klinicky významné. Procesy, spojené se vstřebáváním léků, jejich vazbou na proteiny, distribucí v organismu, přenosem přes buněčnou membránu, interakce s buněčnými receptory, biotransformace i vylučování z organismu jsou u většiny podávaných léků ovlivněny v různé míře genetickými faktory.

## Historie
Rozdílné účinky látek a léčiv na různé lidi pozorovalo lidstvo už od nepaměti. Jedno z prvních farmako-nutrigenetických zjištění je připisováno Pythagorovi, který zpozoroval onemocnění které u některých lidí způsobí pozření syrových favových bobů, zatím co u jiných lidí žádné onemocnění nevzniklo. Tento jev byl vysvětlen asi o 2400 let později, a to že onemocnění způsobuje defekt enzymu glukóza-6-fosfát dehydrogenázy, v jehož důsledku dochází k hemolytické anémii. Tento jev může vzniknout též po podání antimalarika primachinu ( i kyseliny acetylsalicylové, fenacetinu nebo sulfonamidů).
- V roce 1902 sir A.E. Garrod zavádí pojem "chemické individuality" který je založen na tom, že specifické reakce na léky jsou způsobeny vrozenými odlišnostmi. Předbíhá tak o více než 50 let vznik farmakogenetiky a nutrigenetiky.
- Asi ve stejné době William Bateson znovuobjevuje Mendelovu práci a v podstatě zavádí pojem genetika. Navíc to byl zřejmě právě William Bateson, kdo aplikoval genetiku na Garrodem popsané vrozené poruchy metabolismu. Teprve v padesátých letech minulého století dochází k ustavení farmakogenetiky jako takové, když jsou popsány tři, nyní již klasické případy farmakogentických interakcí.
- Jako první použil termín farmakogenetika Friedrich Vogel v roce 1959.